# 新恵里
新 恵里（あたらし えり）は、日本の社会学者。被害者学、犯罪社会学などを研究。

## 来歴
大阪府立高津高等学校卒業。1996年、京都産業大学法学部卒業。2002年、大阪市立大学大学院生活科学研究科修了。大阪教育大学講師などを経て、京都産業大学法学部准教授。
大学院在学中の1999年より奈良少年刑務所において服役する少年囚に被害者のことを理解させるための教育に取り組んできたとして、2017年3月に法務省から感謝状が贈られた。

## 著書
単著
- 『犯罪被害者支援―アメリカ最前線の支援システム』径書房、2000年。ISBN 978-4770501752。

共著
- 被害者支援を創る会 編『はじめよう!被害者支援: 地域から創る支援システム』幹書房、2001年。ISBN 978-4944004775。